# Sulz (Altmühl)
Die Sulz ist ein linker Nebenfluss der Altmühl überwiegend im Landkreis Neumarkt in der Oberpfalz in Bayern, die in der Stadt Beilngries im Nachbar-Landkreis Eichstätt von links in deren unteren Lauf mündet. Der überwiegend südliche bis südöstliche Lauf der etwa 30 km langen Sulz wurde durch den Bau des ihre Talrinne nutzenden Main-Donau-Kanals am Unterlauf mehrfach unterbrochen.

## Name
Die Sulz wurde im Jahr 900 als Solanza zum ersten Mal schriftlich erwähnt. Die voralthochdeutsche Ausgangsform des Namens lautete *Sulantia. Es besteht wohl ein Zusammenhang mit dem indogermanischen Wort *sulo-/-ā für „sumpfige Stelle, Suhle, Lache“.

## Geographie

### Verlauf
Die Sulz entspringt offiziell der Sulzquelle auf etwa 517 m ü. NHN wenig nördlich der Siedlungsgrenze des Dorfes Tyrolsberg der Gemeinde Berngau im Wald auf dem Tyrolsberg. Sie hat anschließend einen weniger als 200 Meter langen offenen Lauf, nach dem sie am Straßenrand in Tyrolsberg im Untergrund verschwindet.
Erst fast anderthalb Kilometer südwestlich davon gibt es wieder einen offenen Lauf im sogenannten Kindlesgraben, der auf etwa 445 m ü. NHN einsetzt, hier speist die Sulz in weiterhin etwa südlichem Lauf erst eine Weiherkette und zieht dann westlich am Hauptort von Berngau vorbei. Sie passiert zwei Ortsteile der Gemeinde und wechselt dann aufs Gebiet der Stadt Freystadt über, wo der Ort Sondersfeld links am Lauf liegt.
Sie wendet sich nach Südosten ins Gebiet der Gemeinde Mühlhausen, von dem einige Ortsteile am Gewässer liegen. Zwischendurch grenzt hier auch die Gemeinde Sengenthal an, von der nur die Braunmühle in gewisser Flussnähe liegt. Dort mündet von links und Norden der Wiefelsbach, ihr größter natürlicher Zufluss, und sie wendet sich in dessen Laufrichtung nun konsequent nach Süden und gräbt sich ein immer tieferes Juratal.
Dann durchfließt sie Mühlhausen selbst und wechselt über ins Gebiet der Stadt Berching, wo etwas unterhalb des Ortsteils Pollanten der Main-Donau-Kanal von Westen kommend ins Tal einschwenkt und die Sulz nun rechts begleitet. Noch in eigenem Bett durchquert sie Berching selbst und fließt dann ein Stück unterhalb der Ortsgrenze und der Schleuse Berching des Kanals diesem zu.

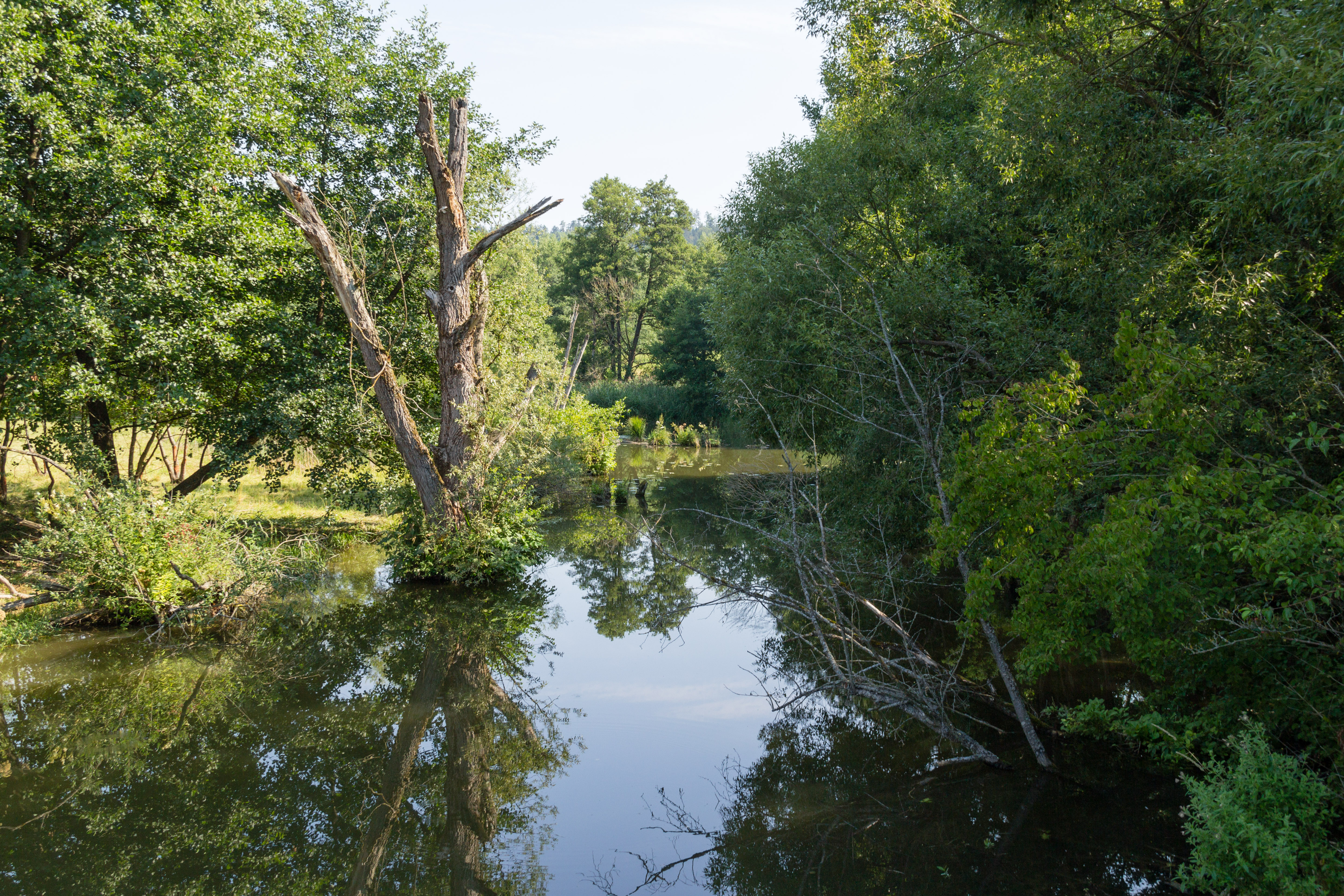
Sulz-Auenlandschaft bei Gösselthal

Nach dessen Übertritt ins Gebiet der Stadt Beilngries, die im Landkreis Eichstätt liegt, gibt es erst rechts des Kanals, dann links davon beides mal unter zwei Kilometer lange, stark mäandrierende Restwasser, die ihm ihren Abfluss spenden. Kurz vor Beilngries selbst, wo der Kanal nach Osten biegt, wird die Sulz südwärts aus ihm ausgeleitet. Sie durchfließt etwa drei Kilometer lang auf Südostkurs das Siedlungsgebiet der zentralen Stadt, passiert dabei den rechts liegenden alten Stadtkern und mündet dann auf etwa 363 m ü. NHN von links in die untere Altmühl.

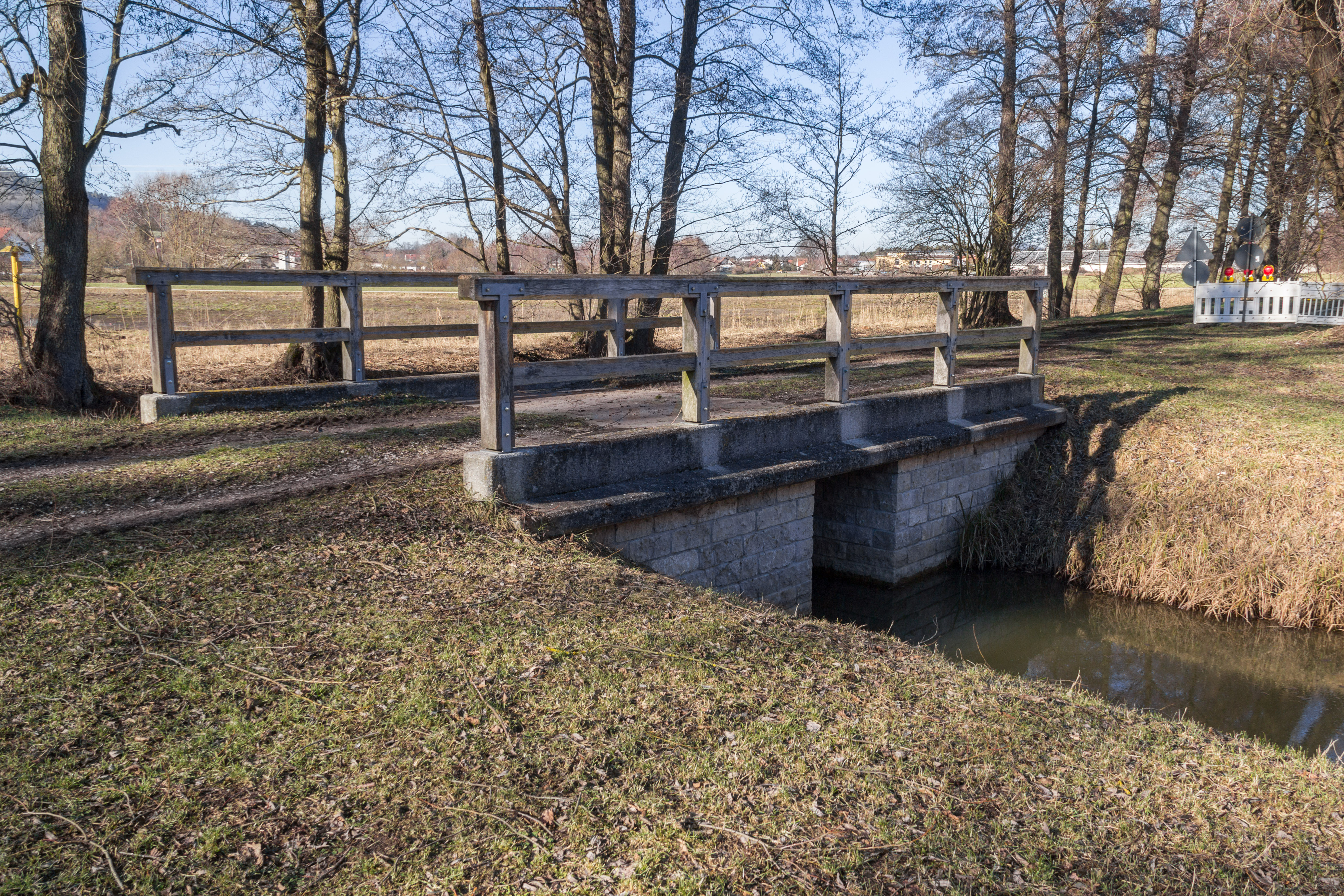
Kanaleinleitung des Entenbachs südlich der Schleuse 25

Berg und Ort Sulzbürg leiten ihren Namen von dem kleinen, gemächlich fließenden Gewässer ab.
Die einst mäandrierende Sulz betrieb viele Mühlen, an die außer den im Abschnitt → Orte aufgeführten einschlägigen Ortsnamen auch noch die Gößelthalmühle in Gösselthal erinnert.
Nahe der sogenannten Schleuse 25 befindet sich eine Einleitung des Entenbachs in den historischen Ludwig-Donau-Main-Kanal, den kleineren Vorläufer des heutigen Main-Donau-Kanals, der ebenfalls im Juratal der Sulz verlief und von dem zerstückelt mehrere Abschnitte erhalten sind. Derartige Bauwerke wurden angelegt, um den Wasserverlust durch Schleusung, Versickerung und Verdunstung auszugleichen. Bei Bedarf wurde ein Teil des Wassers in den Kanal abgeleitet. Am Oberhaupt der Schleuse 25 befindet sich eine Zwangsentlastung, die bei Hochwasser über den Entenbach in die Sulz entwässert.

### Zuflüsse
Von der Quelle zur Mündung. Auswahl.
- Frauengraben, von rechts nach Berngau-Mittelricht
- Wiefelsbach, von links vor Mühlhausen-Belzlmühle
- Entenbach, von links gegenüber dem südlichen Mühlhausen
- Gänsgraben, von links bei Berching-Grubmühle

(Beginn der Lauflücke)
- Forellenbach, von rechts bei Beilngries-Biberbach in ein Restwasser rechts des Main-Donau-Kanals
- (Restwasser links neben dem Main-Donau-Kanal), bei Beilngries-Gösselthal

(Ende der Lauflücke)
- (Hangbach), von rechts in Beilngries vor dem Sportboothafen am Main-Donau-Kanal
- (Hangbach), von rechts in Beilngries nach dem Sportboothafen am Main-Donau-Kanal
- Wertbach, von links in Beilngries

### Orte
Orte an der Sulz von der Quelle zur Mündung mit den Kreis- und Gemeindezugehörigkeiten. Nur die Einträge tiefster Schachtelungsstufe sind Anlieger.
Landkreis Neumarkt in der Oberpfalz
- Gemeinde Berngau
  - Allershofen (Weiler, links)
  - Mittelricht (Kirchdorf, in etwas Abstand rechts)
- Stadt Freystadt
  - Sondersfeld (Pfarrdorf, in etwas Abstand links)
- Gemeinde Mühlhausen
  - Wettenhofen (Dorf, rechts)
  - Rocksdorf (Kirchdorf, überwiegend rechts)
- Gemeinde Sengenthal
  - Braunmühle (Weiler, in etwas Abstand links)
- Gemeinde Mühlhausen
  - Belzlmühle (Einöde, rechts)
  - Ellmannsdorf (Weiler, rechts)
  - Aumühle (Einöde)
  - Sandmühle (Einöde, rechts)
  - Mühlhausen (Pfarrdorf)
  - Reismühle (Einöde, Enklave von Berching, rechts)
- Stadt Berching
  - Pollanten (Pfarrdorf, links am Hangfuß jenseits des Ludwig-Donau-Main-Kanals)
  - Breitenfurt (Einöde, links)
  - Rapperdorf (Dorf, links am Hangfuß jenseits des Ludwig-Donau-Main-Kanals)
  - Grubmühle (Einöde, rechts)
  - Sollngriesbach (Kirchdorf, rechts am Hangfuß jenseits des Main-Donau-Kanals)
  - Berching (Hauptort)
Beginn der Lauflücke
  - Eglasmühle (Dorf, im Bereich der Lauflücke überwiegend rechts des früheren Laufs und des heutigen Main-Donau-Kanals)
  - Plankstetten (Pfarrdorf, im Bereich der Lauflücke überwiegend rechts des früheren Laufs und des heutigen Main-Donau-Kanals)

Landkreis Eichstätt
- Stadt Beilngries
  - Biberbach (Kirchdorf, rechts eines Sulz-Restgewässers zur Rechten des Main-Donau-Kanals am Hangfuß )
  - Gösselthal (Weiler, an einem Sulz-Restgewässer zur Linken des Main-Donau-Kanals überwiegend links am Hangfuß)
Ende der Lauflücke
  - Beilngries (Hauptort)